# 그로 할렘 브룬틀란
그로 할렘 브룬틀란(노르웨이어: Gro Harlem Brundtland [ˈɡruː ˈhɑːɭem ˈbrʉntlɑnː][*], 1939년 4월 20일 ~ )은 노르웨이의 정치인, 외교관, 의사이다. 세 차례 총리를 지냈고, 총리에서 물러난 후 세계 보건 기구 사무총장을 지냈다.

## 생애
오슬로 출신으로, 오슬로 대학교에서 의학을 전공하고 의사가 되었다. 미국 하버드 대학교에서 공중보건학을 공부하여 그 분야에서 전문가가 되었다.

### 정치 활동
이후 노동당 소속으로 정계에 입문하였고, 1981년 노르웨이 최초의 여성 총리로 취임하였다. 8개월만 재직하고 그 해에 곧 총리직에서 물러났으나, 1986년 ~ 1989년, 1990년 ~ 1996년 다시 총리를 지냈다.

### 국제 기구 활동
브룬틀란은 노르웨이 국내의 정치활동과 함께 지속 가능한 발전과 보건학 분야의 세계적 지도자로 활동하였다.

#### 브룬틀란 위원회
1983년 UN 산하 세계환경위원회 의장으로 임명되었고, 후에 위원회 명칭은 브룬틀란 위원회로 개칭되었다. 1987년 지속 가능한 발전을 정의한 브룬틀란 보고서를 발표하였다.

#### 세계 보건 기구
1998년 세계보건기구 사무총장으로 임명되었다. 최초의 여성 세계 보건기구 사무총장으로 활발한 활동을 하였다.
만성 비감염성 질환과 정신 건강에 관한 부서를 설치하고, 제프리 삭스가 위원장을 맡은 WHO 거시경제와 건강 위원회를 지원하였다.

#### UN 기후변화 특사
2007년 반기문 유엔 사무총장은 대한민국의 전 외무장관 한승수, 칠레의 전 대통령 리카르도 라고스와 함께 그를 UN 기후변화 특사로 임명하였다.

#### The Elders 활동
넬슨 만델라가 국제 사회 원로들을 모아 조직한 비정부 기구인 The Elders에서 활동하고 있다.
이후 2016년 제71회 UN 정기총회에서 기조연설을 하였다.

## 같이 보기
- 세계보건기구
- 브룬틀란 위원회
- 우리들 공동의 미래